# Pierre Savigny de Belay
Pour les articles homonymes, voir Savigny et Belay.
Pierre Savigny de Belay ou Pierre de Belay, né le 12 décembre 1890  dans la rue des Boucheries, à Quimper en France, mort le 30 juin 1947 à Ostende en Belgique, est un peintre français.

## Biographie

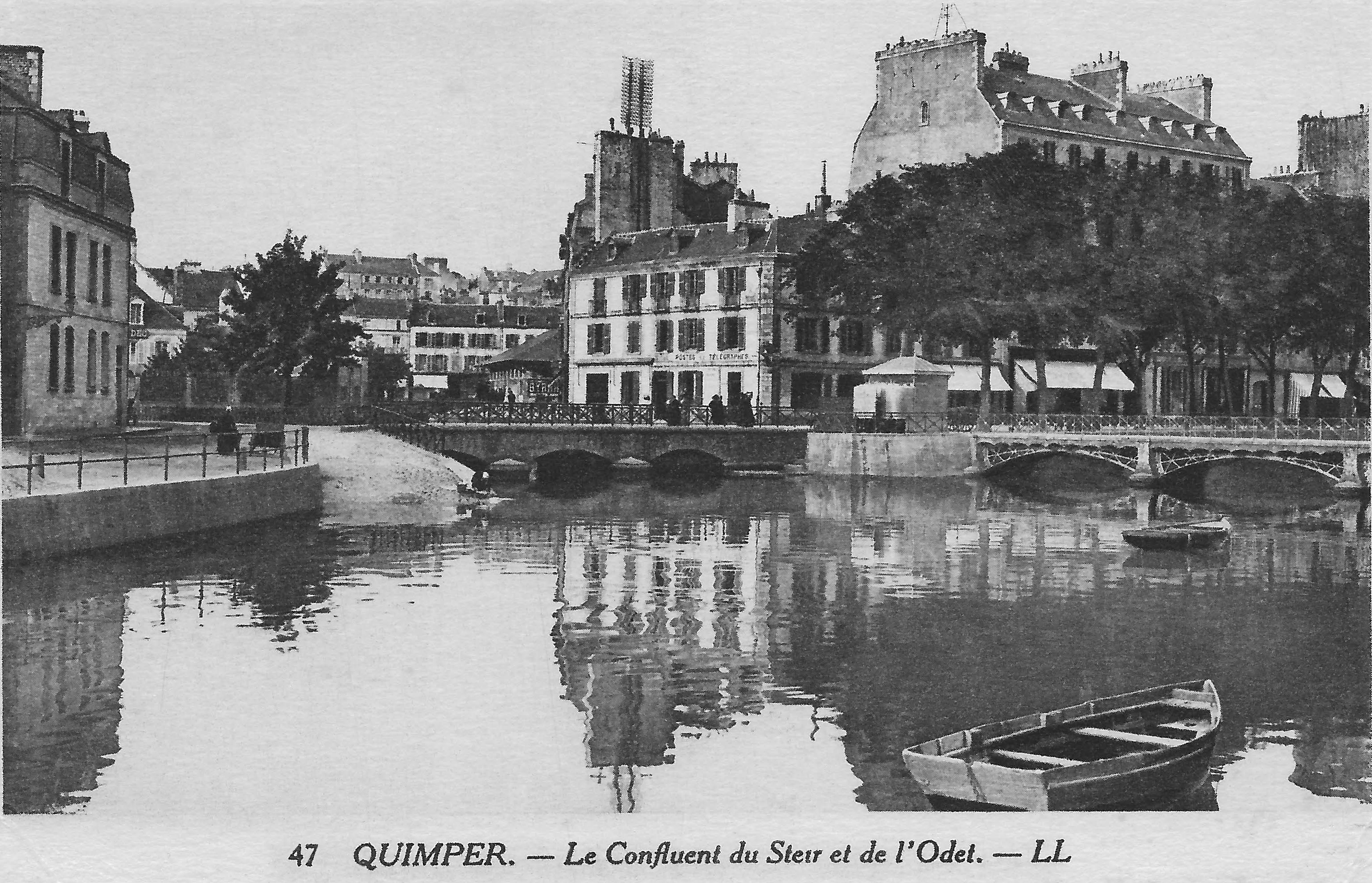
Vue de Quimper et de l'Odet sur une carte postale ancienne

De son vrai nom Eugène Pierre Savigny (ou Pierre Savigny de Belay du nom d’un de ses ascendants de la branche maternelle), Pierre de Belay découvre sa vocation de peintre en 1900. Son père, Azéma Savigny, négociant en vins et artiste amateur qui peint beaucoup de paysages des bords de l’Odet ou l’activité du port de Quimper, et sa mère, Carmelle Bodet, ne s’opposent pas aux ambitions de leur fils. Les seuls conseils qu’il accepte sont ceux de son père. En 1903, Pierre Savigny de Belay peint déjà de nombreux portraits de notables quimpérois. 
Il est repéré par Max Jacob, poète quimpérois et grand ami de la famille. Déjà, Max Jacob lui prédit qu’il deviendrait un artiste célèbre. Il étudie sans maître, travaille quinze heures par jour, fait des croquis de pêcheurs au port, note les épisodes de la vie quotidienne des marins. Max Jacob lui enseigne à diriger, à contrôler sa nature, mais à ne pas lui désobéir. « Le dessin, lui répétait-il, commence non pas avec la copie des formes naturelles, mais avec l’interprétation de ces formes en vue de la création. Il n’y a pas création là où il n’y a que copie servile. ».

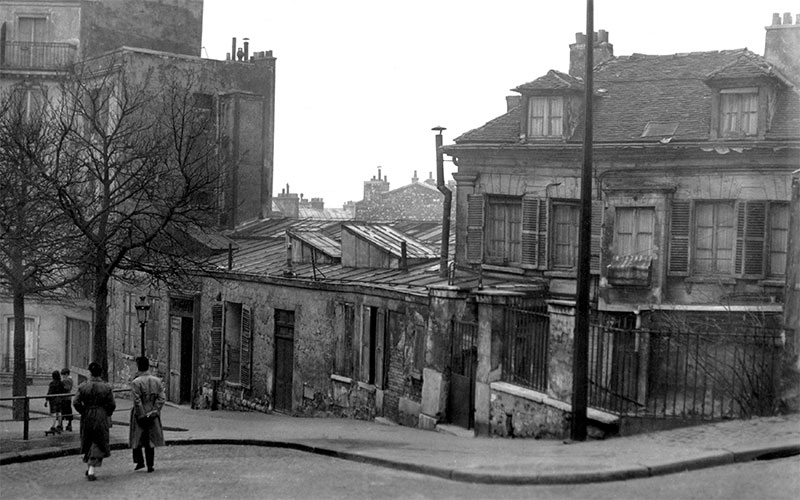
Entrée du Bateau-Lavoir, v. 1910

En 1905, Max Jacob et Pierre Savigny de Belay s'installent à Paris. Ils vivent à Montmartre, au Bateau-Lavoir, où se trouve entre autres l’atelier de Picasso. Pierre de Belay y rencontre de nombreux artistes Juan Gris, Apollinaire, Salmon, dont il fit le portrait, et se plonge dans un véritable bouillonnement d’idées. Malgré cette effervescence, Pierre Savigny de Belay garde son indépendance vis-à-vis des courants artistiques de cette époque. 
« Rarement provincial de mon âge (j’avais quinze à seize ans) fut, sans transition, transplanté dans un aussi singulier milieu. Je me rencontrais quotidiennement avec Picasso qui était en pleine époque bleue. Guillaume Apollinaire, cuirassé de velours et bagué de pierres maléfiques, posait les assises d’une nouvelle religion – assisté d’André Salmon, de Pierre Mac Orlan et de Francis Carco. C’était la pleine efflorescence du Cubisme, mais cela n’eut aucune influence sur moi ; une loi fondamentale guidait mes recherches : l’étude de la nature. Un long travail peut seul amener tout créateur artistique à perfectionner ses moyens d’expression. ».

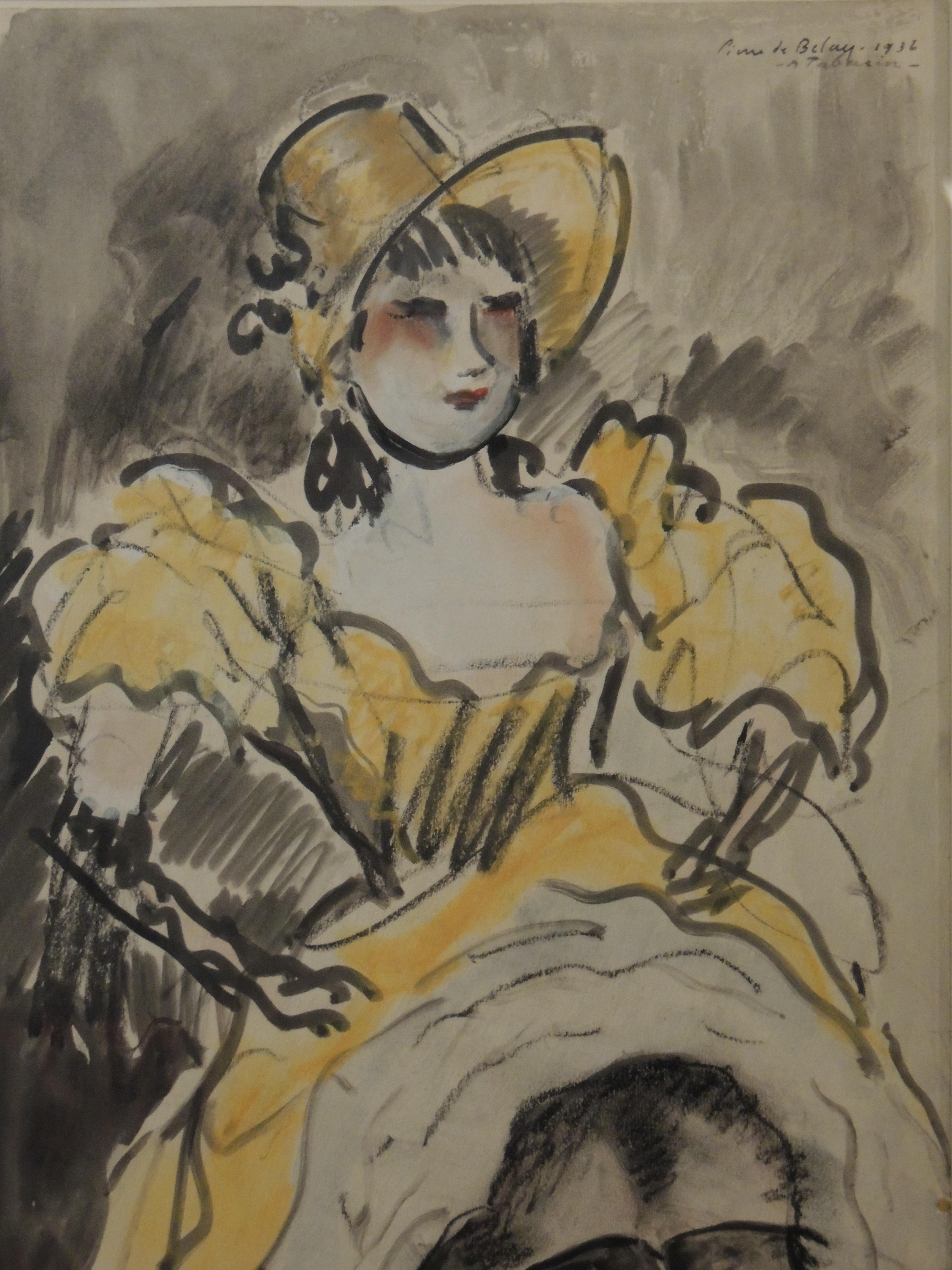
Danseuse au Bal Tabarin, aquarelle et feutre sur papier, 1904

Aussi la formation du jeune Pierre Savigny de Belay se fait-elle dans le climat montmartrois. Ce sera un des aspects de son œuvre (ainsi que le monde judiciaire où il se montre un observateur impitoyable) et sa Bretagne natale qui constitue l'essentiel de son inspiration. Pierre de Belay côtoie alors le monde de la peinture qui se cherche de nouvelles voies. Lui ne s'engage dans aucun combat, aucune école, mais sait tirer parti des innombrables aventures encore solitaires (avant que l'Histoire ne les enferme dans des courants). Un éclectisme qui sert sa verve naturelle, son instinct très sûr (il le montrera dans ses scènes sociales). On est là à la fin de l'Impressionnisme, aux côtés de la flambée fauve et expressionniste, dans une ardeur qui donne toute sa verve à un paysage. Grâce à l'attention de Max Jacob, il subsiste dans la mémoire de ceux qui s'attachent à la vie du poète et de la colonie montmartroise. Fréquentes sont les liaisons qui se feront sous la houlette de Max Jacob dans un esprit d'indépendance, le poète ne jouant jamais le rôle de maître et se tenant lui-même dans une farouche indépendance face à une flambée d'innovations qui n'ont pas un effet direct sur son travail pictural.
« Par la suite, je connus les milieux futuristes, surréalistes, dadaïstes ; des avalanches de paradoxes ont glissé sur moi sans entamer mes convictions. Je peignis à cette époque un portrait de Max Jacob absorbé dans une méditation profonde devant le Frugy quimpérois et les méandres de l’Odet, tableau offert à Picasso. Je réservais toutes mes dévotions aux Impressionnistes. Arriver à la simplicité après avoir fait le tour des difficultés, le grand secret est là. »  déclare-t-il. 
. Sa carrière est ralentie par son service militaire qu’il effectue de 1910 à 1913. La guerre éclate peu après. Il est blessé devant Verdun. Il se fixe définitivement à Paris en 1919. Il multiplie les scènes de café et de coulisses de théâtres et retourne de temps en temps en Bretagne pour y reprendre ses modèles de prédilection, les pêcheurs de Concarneau, d’Audierne, de Lesconil et de Douarnenez. Il expose avec succès à Paris. Ce n’est qu’à partir de 1923 qu’il va séjourner régulièrement en Bretagne, au moins deux mois chaque été, à Tréboul (à l'hôtel de la Baie) et Audierne, en compagnie de son épouse Hélène. 

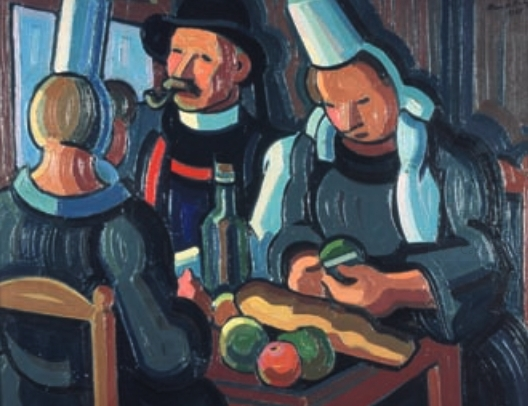
Le repas bigouden

Lorsqu’il séjourne à l’hôtel de la Baie, ce sont des périodes d'intenses activité pour le peintre : chaque matin il part avec tout son matériel. Il aime particulièrement l'atmosphère du port. Son chevalet planté à quelques encablures de l'océan. Les travailleurs de la mer respectent l'artiste qui effectue son travail à leurs côtés. Il fixe sur la toile ou sur son carnet le marin engoncé dans son caban, le compagnon assemblant les filets dans la barque, le mousse godillant vers la cale. Sa Cornouaille natale, qui reste l’endroit préféré de l’artiste, lui offre une diversité de paysages. Mais les ports ne sont pas les seuls endroits où il aime peindre. Il apprécie aussi l’ambiance et l’animation des marchés et surtout Penmarc'h. Il s’attache à dépeindre des expressions fugitives des visages dans les foules. 
Pierre de Belay renouvelle les thèmes traditionnels bretons avec un dynamisme, des couleurs et une structure considérés comme fondamentalement modernes à l’époque[réf. nécessaire]. Il fréquente très peu les peintres de la Bretagne, afin de garder son indépendance, et il leur préfère de solides amitiés, comme celle qu’il entre tient avec le compositeur Paul Le Flem. Il n’accorde que peu d’importance à la foi, aux légendes, au passé celtique, aux traditions, préférant les ambiances des ports et des marchés. Il utilise une gamme de tons limités, des personnages réduits aux volumes élémentaires. Ses groupes de pêcheurs montrent parfois la naïveté franche et folklorique des imagiers populaires. Pourtant ses œuvres ne sont pas sans influence des mouvements qu’il a fréquentés. Ainsi, la construction de ses compositions et de ses personnages emprunte au cubisme (Le couple breton, 1933), ses couleurs et sa touche sont influencées du fauvisme (La Gavotte, 1919). La curiosité et la passion pour la « chose vue », sa manière de capter des expressions fugitives sur les visages font de Pierre Savigny de Belay un reporter de son temps.

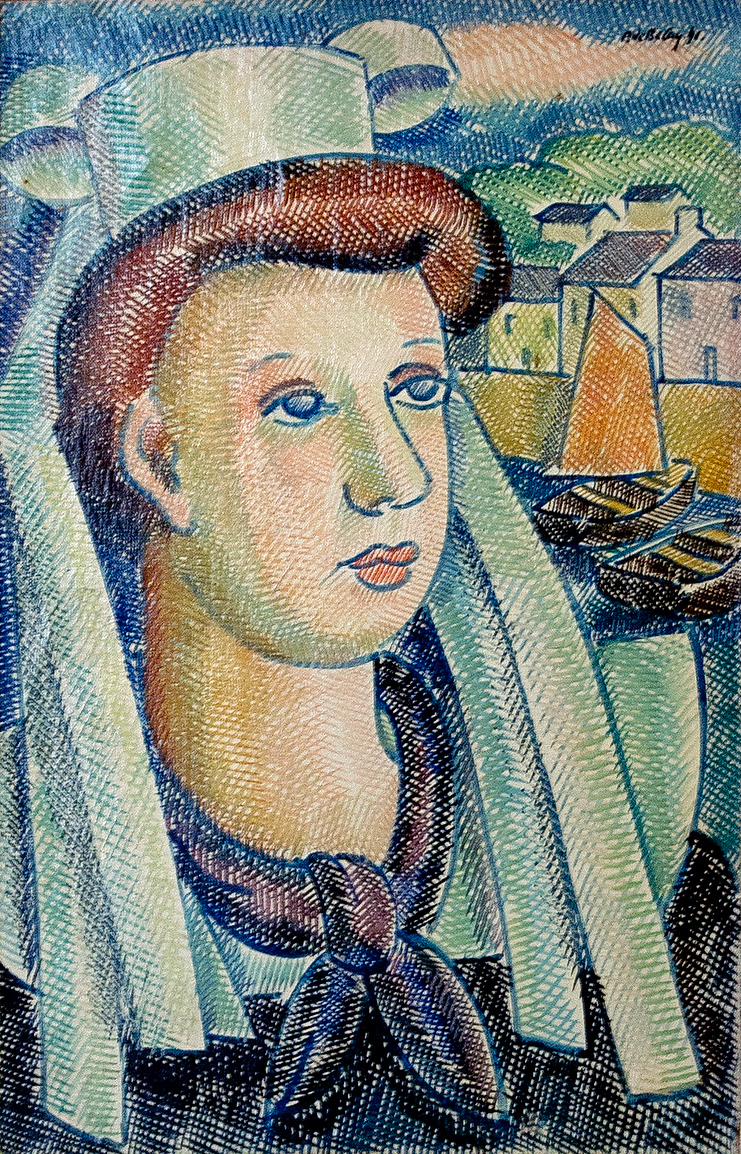
La Bretonne, 1941

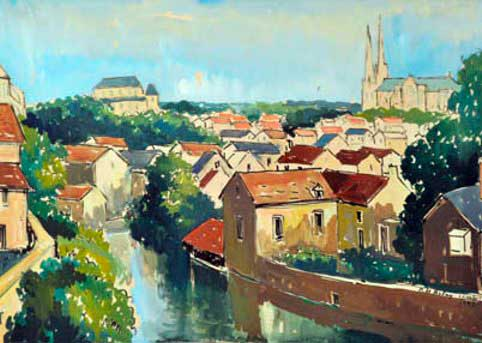
Chartres depuis le pont de la Courtille, vers 1943.

En 1920, il quitte la Butte et s'installe dans le 5ème arrondissement. Il vendait ses toiles au marchand d'art Terrisse. De 1923 à 1926, il illustre la revue Arlequin, périodique des arts et des spectacles, et en particulier la rubrique « Paris qui soupe et dîne ». La curiosité et la passion pour le réel, sa manière de capter des expressions fugitives sur les visages font de  Savigny de Belay un reporter de son temps. En juillet 1933, éclate l’affaire Stavisky qui a mené à une crise politique à la suite du prétendu suicide de l’homme d’affaires. Il assiste au procès dont il dessine de nombreux croquis (scène d’audience, plaidoiries, etc.). L’artiste note dans ses carnets les visages des accusés, les mimiques des jurés, les attitudes des avocats, dans un esprit proche de la caricature.
En 1937, il peint Une pêche au chalut pour l'Exposition universelle de Paris. Savigny de Belay voyage aussi beaucoup en Belgique où il retrouve l’atmosphère changeante et animée des petits bourgs bretons. Il rencontre à Ostende (Flandre-Occidentale) James Ensor (1860-1949), peintre qui se veut aussi indépendant que lui. C’est à ce moment (1939) qu’il invente le « treillisme » – une technique proche de la gravure (qu’il pratique depuis 1926) –, un entrecroisement de traits qui donne une certaine profondeur à ces œuvres. Il en fait une exposition à Paris en 1943. Peu à peu, il reprend la tradition classique. À partir de 1940, il séjourne dans le midi. 
En 1947, il retourne à Ostende où il monte une exposition avec James Ensor. C’est là qu’il meurt d'une crise cardiaque.
Il a peint plus de mille toiles, autant de gouaches ou d’aquarelles, et crayonné des milliers de croquis. 

### Après sa mort
En 1972, sa seconde épouse, Hélène, fait don à de nombreux musées des œuvres de Pierre Savigny de Belay (35 œuvres sont données au musée départemental breton à Quimper). Le musée des beaux-arts de Quimper, ville natale du peintre, qui possède un ensemble considérable de peintures, dessins, carnets de dessins, gravures, cuivres et archives, a présenté une exposition rétrospective en 1988 (commissaire André Cariou). Depuis 1993, ce musée lui consacre un espace permanent en relation dans le cadre du fonds Max Jacob. 
Le musée des Jacobins de Morlaix conserve aujourd'hui 15 de ses œuvres et lui a consacré une exposition pendant l'été 2012,

## Collections publiques

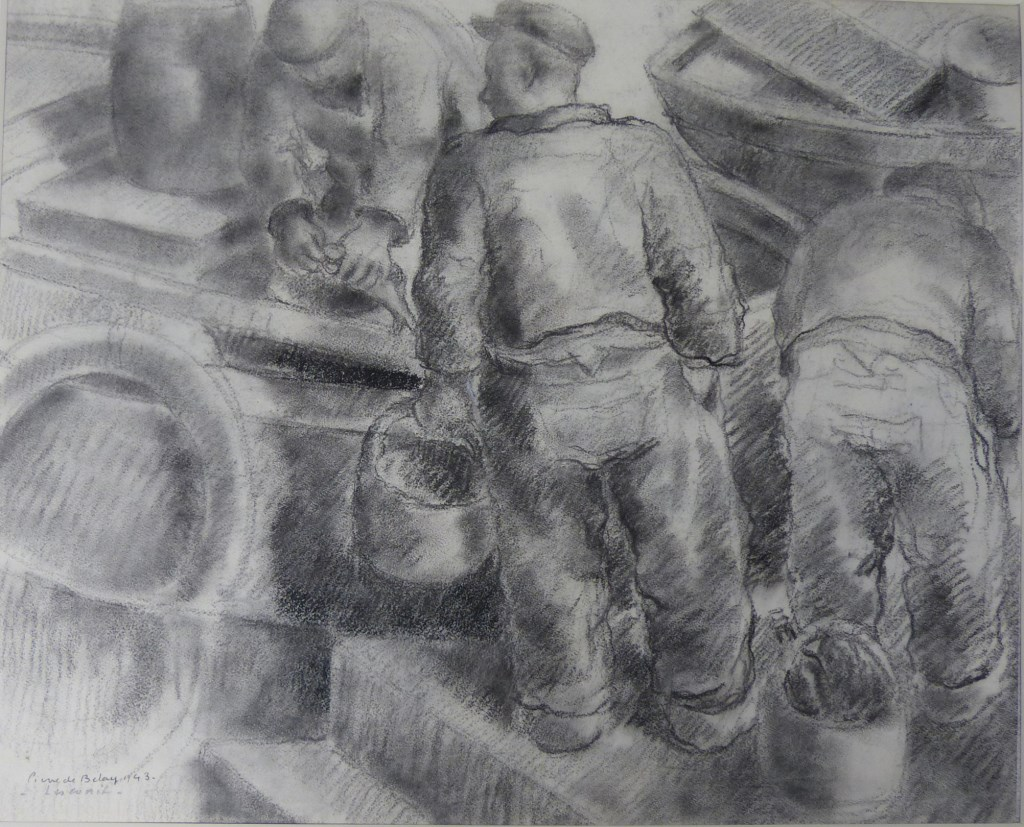
Pierre de Belay, Port de Lesconil, dessin au fusain, crayon et gouache sur papier, 1934

Ses œuvres sont conservées dans de nombreux musées français comme ceux d'Avignon ; musée des beaux-arts de Bordeaux ; Concarneau ; Musée Eugène-Boudin de Honfleur ; Mantes-la-Jolie ; Morlaix, musée des Jacobins à Morlaix ; musée des beaux-arts de Nantes ; Orléans ; musée de Montmartre et Ordre des avocats du Barreau de Paris à Paris ; musée bigouden à Pont-l'Abbé; musée départemental breton et musée des beaux-arts de Quimper ; musée des beaux-arts de Rennes ; Rodez ;  musée des beaux-arts de Rouen; Saint-Denis ; musée de l'Échevinage de Saintes ; musée Lambinet à Versailles; musée du château à Vitré.Le musée de Versailles lui acheta en 1945 le portrait de Max Jacob.
- Musée des beaux-arts de Brest [6]:

- - Le casse-croûte en Bretagne, 1933, huile sur Isorel, 56,5 x 68 cm
  - La Bretonne, 1941, huile sur toile, 41,2 x 27 cm
  - Breton au cabaret, 1944, huile sur toile, 73 x 60,3 cm
- 5 tableaux (La Fête du cidre à Fouesnant, La Fête du 14 juillet en Bretagne, Le Pardon de Sainte-Anne-la-Palud, Les Sonneurs en Pays glazik, La dégustation du cidre en Pays bigouden) qui se trouvaient dans la salle du restaurant "Kermoor" à Bénodet ont été vendues aux enchères le 1er décembre 2019 et adjugées pour 250 000 euros à la ville de Quimper. Ces œuvres vont rejoindre les collections du Musée des beaux-arts de Quimper[7].

Des musées étrangers abritent aussi certaines de ses œuvres : en Belgique à Bruxelles et Ostende ; en Suisse à Genève ; aux États-Unis d’Amérique à San Francisco.

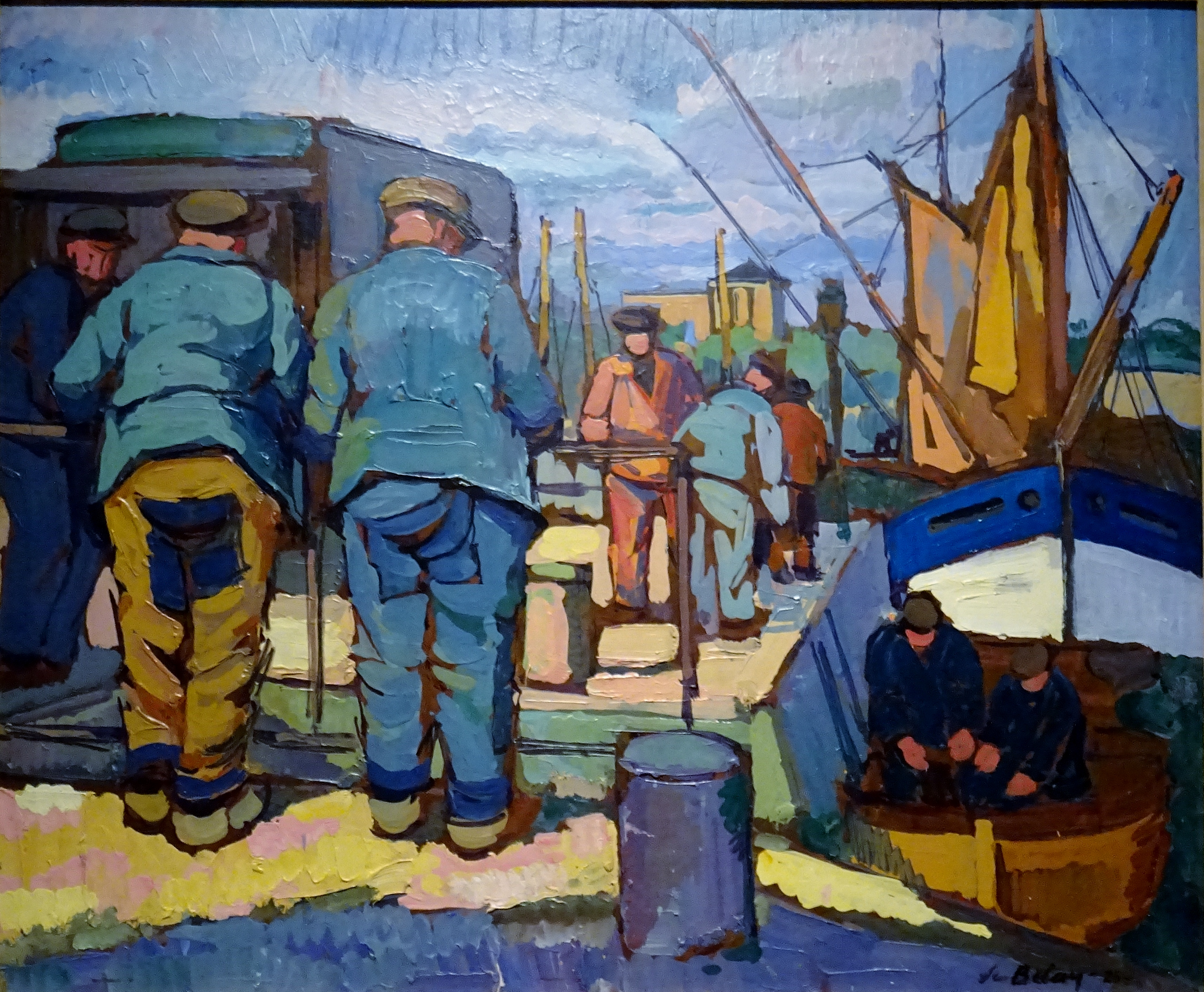
Scène de port à Concarneau (1925).
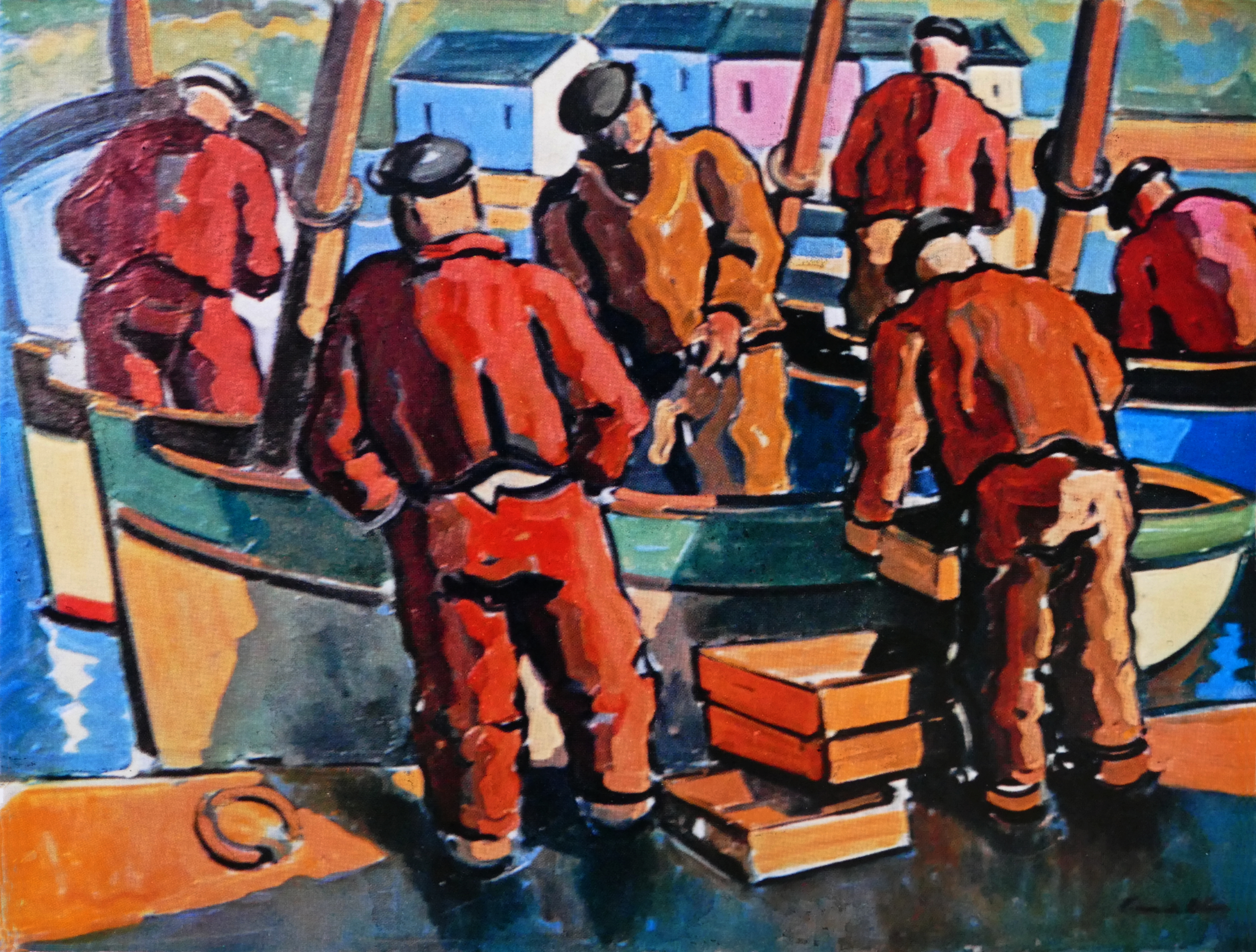
Le port d'Audierne (1936).
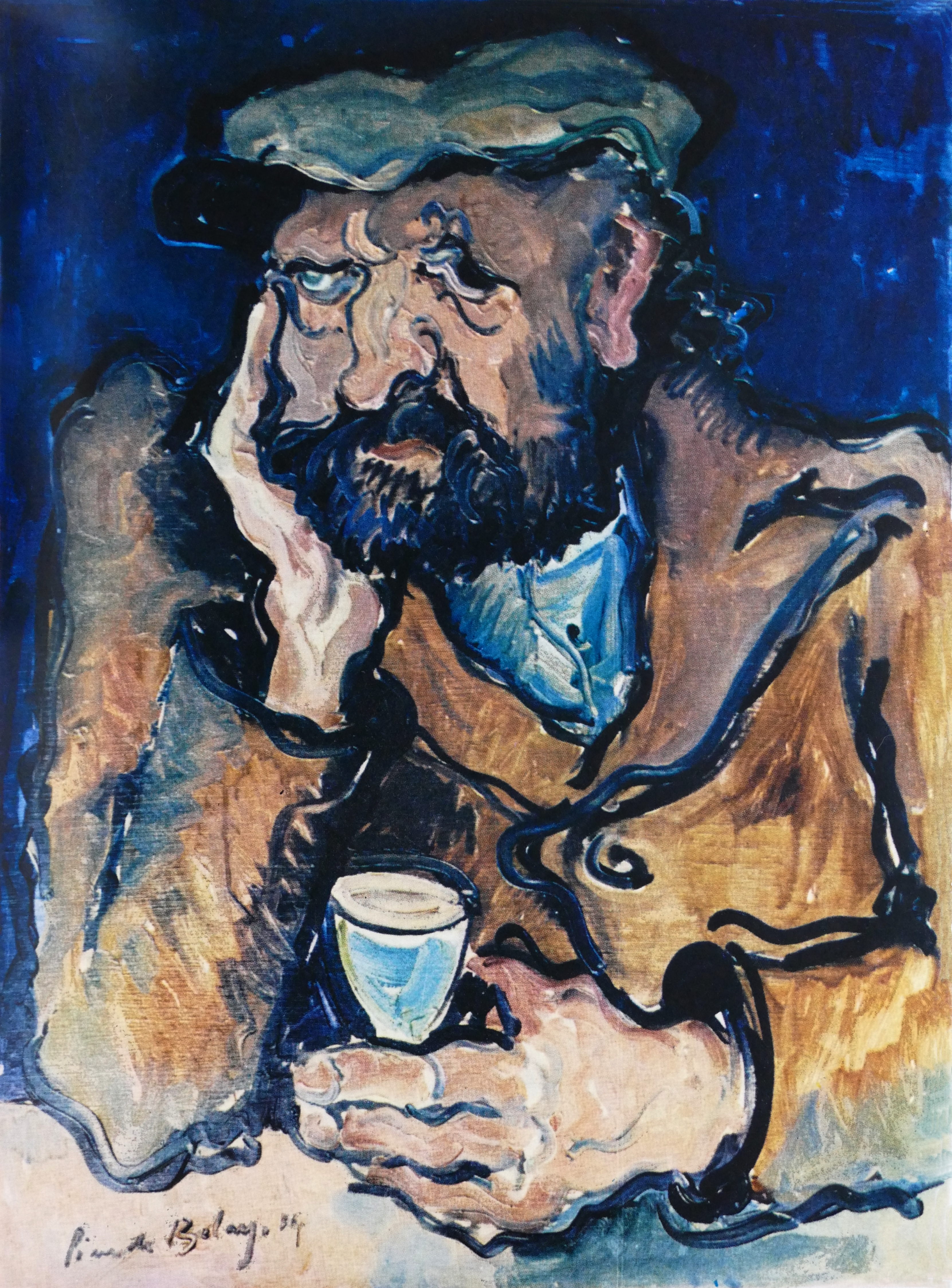
Le buveur (1936).
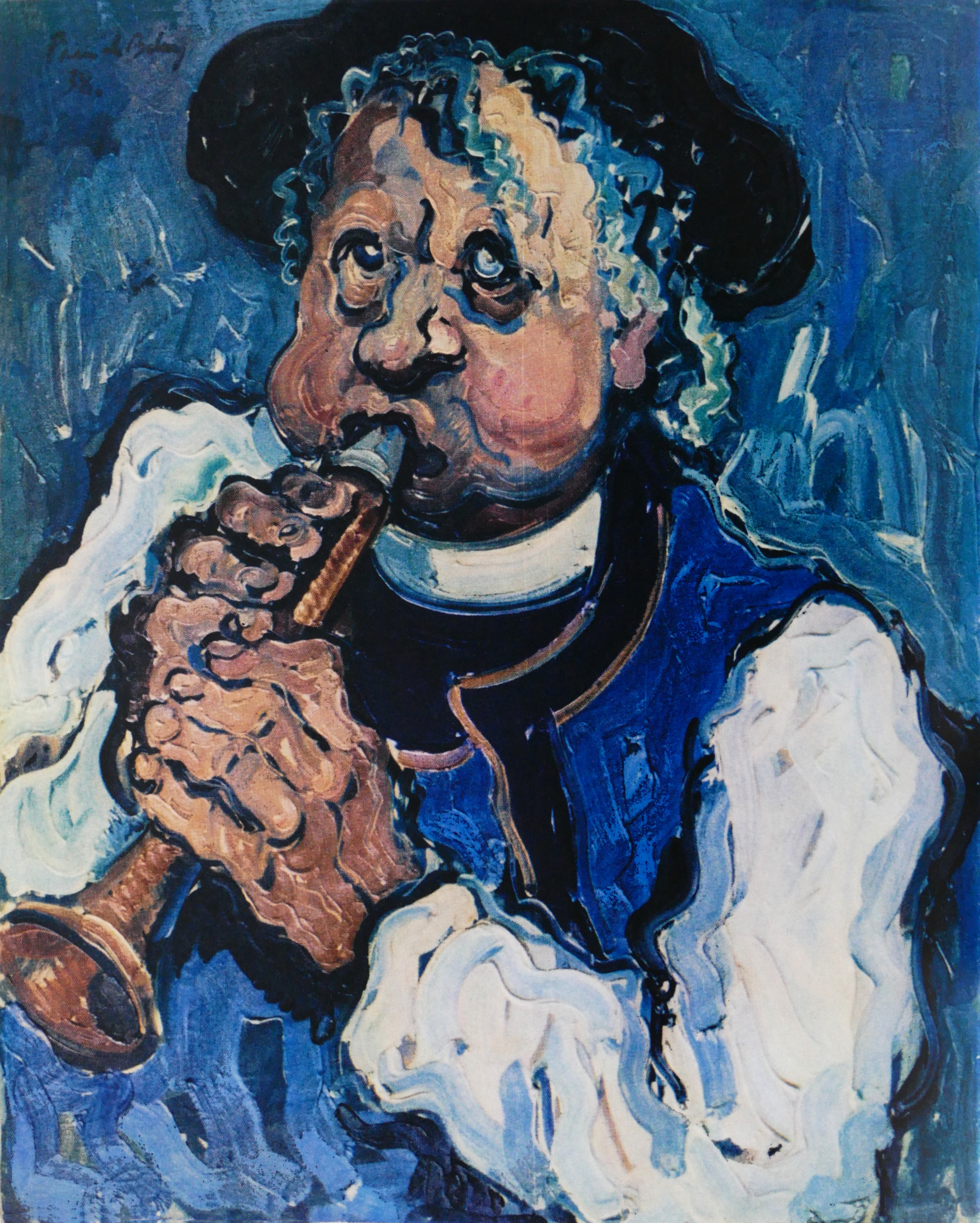
Le joueur de biniou (1938).
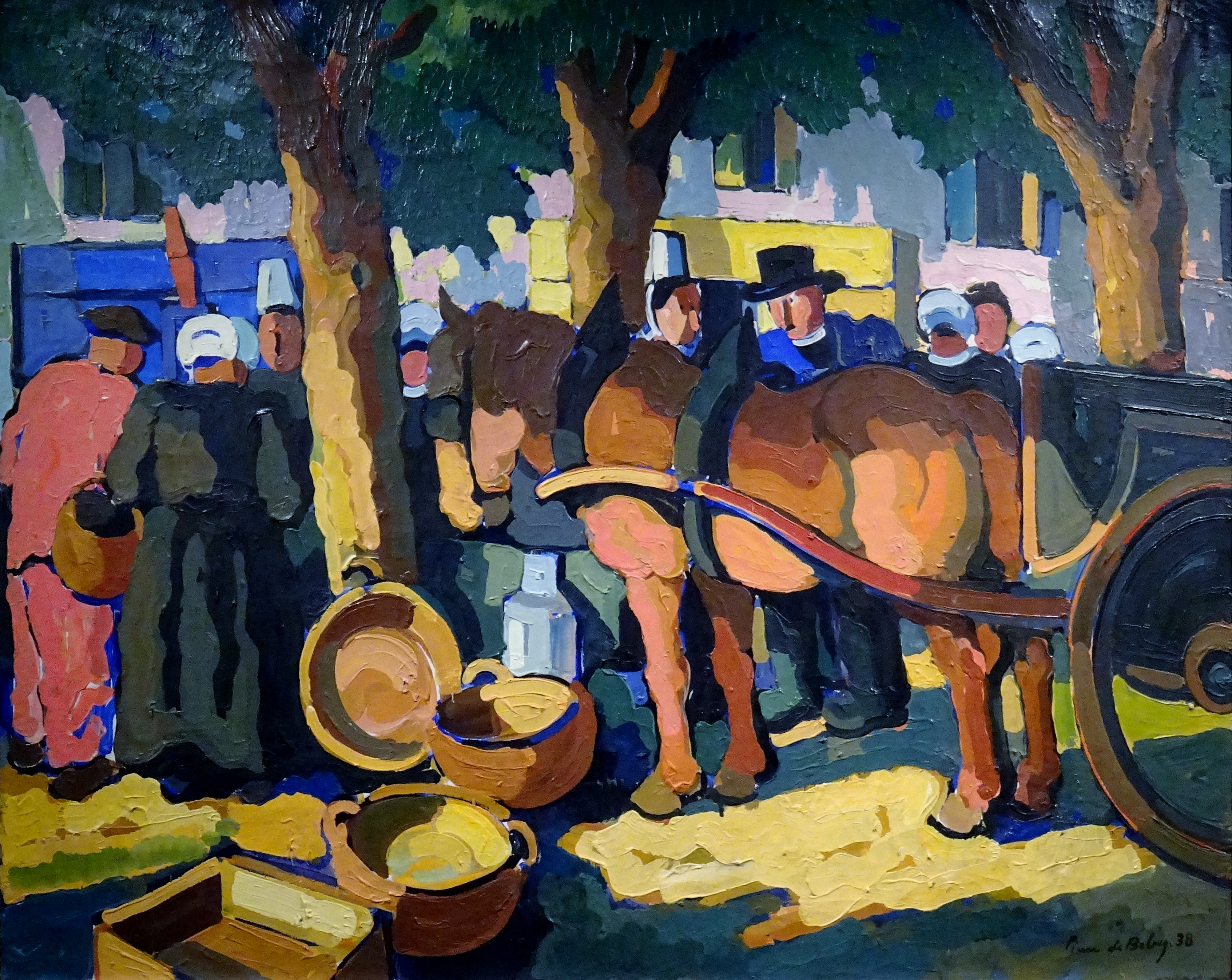
Marché à Pont-l'Abbé (1938).
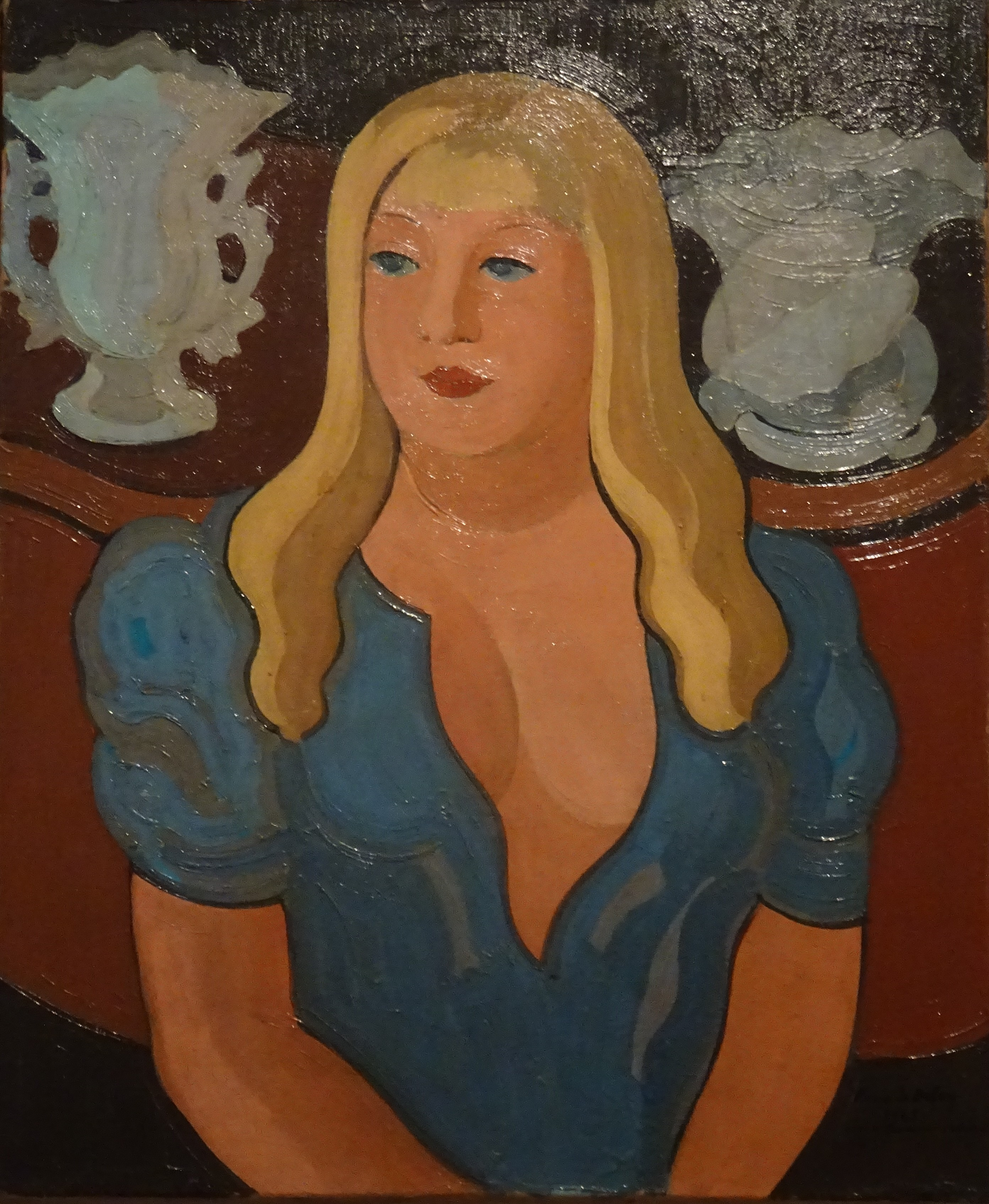
Portrait d'Hélène de Belay (1945, huile sur toile, musée des Beaux-Arts de Quimper).

## Hommages
Plusieurs villes de Bretagne ont donné son nom à une rue, on peut citer notamment Audierne, Bénodet, Concarneau, Douarnenez, Lesconil, Pipriac.